# DJ Mind-X
Pour les articles homonymes, voir Forrer.
André Forrer, né le 29 septembre 1972 à Berne et connu sous le nom de DJ Mind-X est un DJ suisse.

## Biographie
Il commence sa carrière à Berne en 1988 et participe en 1993 à l'Aarebar bernois. Il est ensuite DJ résident de plusieurs clubs à Zurich, Lausanne ou Thoune.
En 1999, 2000 et 2001, il remporte le titre de DJ le plus populaire de Suisse[réf. nécessaire], ainsi que le Ericsson Dance Award 2000/2001 comme le plus populaire et meilleur DJ de trance musique[réf. souhaitée]. En janvier 2001, il ouvre son propre club à Berne[réf. souhaitée].

## Discographie

### Compilations
- 1996 : The Streetparade Mix
- 1997 :  Friendship
- 1997 :  Harem Compilation Vol.1
- 1998 :  Goliath 3 - The Compilation
- 1998 :  Trancesetters : TS1
- 1999 :  Atlantis
- 1999 :  Inspiration
- 1999 :  Live At Goliath - Part 5
- 1999 :  Motion
- 1999 :  Sensitive
- 2000 :  Colours Of Life
- 2000 :  Harem Phuture Traxx Volume One
- 2000 :  Motion! 2000
- 2000 :  Trance_Fixed
- 2001 :  Motion!
- 2001 :  Night Rockers
- 2001 : Platinum
- 2001 :  Street Parade 2001 - The Official Compilation
- 2002 :  Harem Future Traxx Volume Two
- 2002 :  Motion!
- 2003 :  Eleven''
- 2003 :  Harem Future Traxx Vol. 3
- 2003 :  Major Dance Vol. 1
- 2004 :  Wild Thing
- 2005 :  Deep Breath
- 2006 :  Energy 06
- 2007 : Sensation Seeker